# Aeroporto de Campo Mourão
O Aeroporto de Campo Mourão - Coronel Geraldo Guia de Aquino (IATA: CBW ICAO: SSKM) é um aerórdomo civil público brasileiro, localizado no município de Campo Mourão, no Paraná.
Em 2021 voltou a ter voos comerciais regulares, por meio da Azul Conecta, suspensos meses depois.

## Voos comerciais
Em 2019, foi anunciado o retorno dos voos comerciais no aeroporto de Campo Mourão, com aeronaves Cessna Grand Caravan da empresa Two Flex, em parceria com a Gol Linhas Aéreas, ligando o município a Curitiba.
As operações faziam parte do Programa Voe Paraná, do governo estadual, que objetiva o aumento de cidades atendidas por linhas aéreas, tendo em contrapartida a redução do ICMS sobre o querosene de aviação.
Em 2020, a empresa aérea contratada pelo programa Voe Paraná foi vendida e os voos cancelados no estado.
Em 2021, os voos retornaram por meio da Azul Conecta, subsidiária da Azul Linhas Aéreas, porém foram suspensos no mesmo ano.